# 林久由
林 久由（はやし ひさよし、1966年5月 - ）は、日本の生理学者（生理学）。学位は、博士（食品栄養科学）（静岡県立大学・1998年）。静岡県立大学食品栄養科学部・大学院食品栄養環境科学研究院准教授。

## 来歴

### 生い立ち
1966年5月生まれ。静岡薬科大学、静岡女子大学、静岡女子短期大学の統合により発足したばかりの静岡県立大学に進学、食品栄養科学部の食品学科にて学んだ。1991年3月、静岡県立大学の1期生として卒業した。その後は静岡県立大学大学院に進学、生活健康科学研究科の食品栄養科学専攻にて学んだ。1998年3月、静岡県立大学大学院博士後期課程を修了。それに伴い、博士（食品栄養科学）の学位を取得。

### 研究者として
カナダに渡り、オンタリオ州トロント市にあるトロント小児病院にて、博士研究員として勤務した。トロント小児病院には、1999年6月から2002年3月まで在籍した。その後、帰国して母校である静岡県立大学に転じ、食品栄養科学部にて助手となり、のちに講師を経て准教授に昇任した。食品栄養科学部においては、主として栄養生命科学科の講義を担当し、生理学研究室を受け持った。また、大学院においては、生活健康科学研究科の教員を兼務した。生活健康科学研究科においては、主として食品栄養科学専攻の講義を担当した。のちに大学院の一部に研究院・学府制が導入されることになり、生活健康科学研究科と薬学研究科とが統合され2研究院1学府に再編されると、新たに発足した食品栄養環境科学研究院の教員を兼務した。再編後の大学院においては、主として薬食生命科学総合学府の食品栄養科学専攻の講義を担当した。

## 研究
専門は生理学。具体的には、細胞生理学の見地から、腸管における栄養素や電解質輸送体の研究に取り組んだ。そのほか、腸管上皮の機能についての研究が知られる。
日本生理学会、日本生化学会、アメリカ生理学会、日本栄養・食糧学会、トランスポーター研究会などに所属。なお、日本生理学会では評議員、トランスポーター研究会では幹事を務めた。また、静岡県立大学の食品栄養科学部卒業生、大学院生活健康科学研究科食品栄養科学専攻修了者、大学院薬食生命科学総合学府食品栄養科学専攻修了者、大学院薬食生命科学総合学府薬食生命科学専攻食品栄養科学系修了者、食品栄養科学部教職員で構成される創星会においては、副会長を務めた。

## 関連人物
- 竹下典子 (栄養学者)